# Béthemont-la-Forêt
Béthemont-la-Forêt /bɛtˈmõ la fɔˈʀɛ/ è un comune francese di 423 abitanti situato nel dipartimento della Val-d'Oise nella regione dell'Île-de-France.

## Società

### Evoluzione demografica
Abitanti censiti